# Hornberg
Hornberg là một thị trấn thuộc thuyện Ortenaukreis, phía tây bang Baden-Württemberg, Đức. Nơi đây nằm trong dãy núi Rừng Đen, cách Offenburg 35 km về phía đông nam và cách Villingen-Schwenningen 25 km về phía tây bắc.